# Галабурда Віктор Геннадійович
Ві́ктор Гена́дійович Галабурда́ — доктор економічних наук, професор кафедри «Економіка і управління на транспорті» Інституту економіки і фінансів Московського державного університету шляхів сполучення (МІІТ), Російська Федерація.
Народився в 1937 в селі Скопці, нині Веселинівка Київської області.
В 1955 закінчив Київський технікум залізничного транспорту.
Опублікував більше 170 наукових і навчально-методичних робіт, зокрема понад 10 книг і підручників, включаючи в співавторстві, з проблем оптимального планування перевезень із застосуванням ЕОМ, економіки і управління на транспорті. Під його науковим керівництвом захищено 22 кандидатські і 4 докторських дисертації. Має ряд державних і відомчих нагород і почесних звань, зокрема медаль «За доблесну працю», «Почесний працівник вищої освіти», «Почесний залізничник», «Почесний професор МІІТу», в 2006 році одержав медаль «50 років освоєння цілина» (від президента Казахстану Назарбаєва), іменний годинник Міністра шляхів сполучення РФ.
Живе і працює в м. Москві Російської Федерації.

## Публікації
- Галабурда Виктор Геннадиевич, Персианов Владимир Александрович, Тимошин Анатолий Александрович, Троицкая Н. А., Милославская С. В. Единая транспортная система: Учебник для студ. вузов ж.-д. транспорта / Виктор Геннадиевич Галабурда (ред.). — М.: Транспорт, 1996. — 295 с. (рос.)